# De Foute Dag
De Foute Dag is een radio-evenement van de Vlaamse radiozender Qmusic dat ieder jaar op de laatste vrijdag van juni wordt gehouden. Het evenement staat volledig in het teken van foute muziek. Tijdens de foute dag praten de presentatoren van de ochtendshow een hele dag lang een hitlijst aan elkaar, genaamd De Foute 128. 's Avonds wordt het evenement afgesloten met De Foute Party. 
Het is voor Qmusic het afsluitende evenement van het seizoen en tevens het (officieuze) startsignaal voor de Vlaamse zomervakantie.

## De Foute Party
De Foute Party werd tot en met 2011 in Ethias Arena in Hasselt gehouden, maar verhuisde in 2012 naar de Flanders Expo in Gent. Veel bezoekers van de Foute Party komen verkleed als hun favoriete artiest of groep. In 2009 deed presentator Bjorn Verhoeven een oproep aan zijn luisteraars om zich te verkleden als Smurf, zodat de "nachtluisteraars herkenbaar zouden zijn". Sindsdien is dit een vaste gewoonte geworden.
In 2011 kwamen er 20.000 mensen naar de Foute Party.